# ماراتن من
ماراتُن مَن (Marathon Man) یا دونده ماراتن فیلمی است محصول سال ۱۹۷۶ که بر اساس رمانی به همین نام از ویلیام گلدمن ساخته شده است؛ این فیلم را جان شلزینجر کارگردانی کرده و داستین هافمن بازیگر نقش اصلی فیلم است.
موسیقی این فیلم، ساختهٔ مایکل اسمال است.

## داستان
توماس ببینگتن «بیب» لِوی، دانشجوی تاریخ و دوندهٔ استقامت است که تلاش دارد یاد پدرش را، که در دوران مک‌کارتیسم دست به خودکشی زد، احیا کند. در جریان یکی از تمرین‌هایش در سنترال پارک، بیب شاهد تصادف سهمگین خودرویی است که به مرگ کلاوس تسل، برادر جنایتکار نازی، کریستیان تسل، می‌انجامد. برادر بیب، هنری ملقب به «داک»، که وانمود می‌کند کارمند یک شرکت نفتی است، در واقع مأموری دولتی برای سازمانی مخفی به ریاست پیتر جِنیوِی است. داک نقش پیک را برای جابه‌جایی الماس‌هایی بر عهده دارد که متعلق به تسل هستند و در صندوق اماناتی در نیویورک نگهداری می‌شوند. زمانی که داک بیب و نامزد سوئیسی‌اش، الزا اوپل، را به ناهار دعوت می‌کند، با حیله‌ای پی می‌برد که الزا دربارهٔ پیشینه‌اش دروغ گفته است. گرچه داک گمان می‌برد او به تسل مرتبط است، به بیب می‌گوید که الزا فقط به دنبال یک شوهر آمریکایی است تا تابعیت آمریکا بگیرد. با اطلاع یافتن تسل از مرگ برادرش، او به‌طور پنهانی به نیویورک می‌آید تا الماس‌ها را بازیابد، و به‌دنبال آن، پیک‌ها به‌طرزی مرموز کشته می‌شوند. داک از چند حمله جان سالم به در می‌برد، اما هنگامی که نهایتاً با تسل روبه‌رو می‌شود، با تیغه‌ای پنهان در آستین تسل زخمی مهلک برمی‌دارد. داک خود را به خانهٔ بیب می‌رساند، اما پیش از آن‌که بتواند حقیقت را بگوید، جان می‌سپارد.
تسل که نگران است داک پیش از مرگ، اطلاعاتی دربارهٔ الماس‌ها به بیب داده باشد، با همکاری جنیوِی و دو همدستش، بیب را می‌رباید. برای گرفتن اطلاعاتی که گمان می‌کند بیب دارد، تسل از مهارت‌های خود به‌عنوان دندان‌پزشک بهره می‌گیرد و با مته به دندان‌های بیب آسیب می‌زند. جنیوِی بیب را نجات می‌دهد و توضیح می‌دهد که تسل برای فروش ذخیره‌ای از الماس‌هایی به آمریکا آمده که آن‌ها را از یهودیان کشته‌شده در اردوگاه آشویتس گرفته بود. جنیوِی از بیب دربارهٔ آخرین سخنان داک پرس‌وجو می‌کند، اما بیب اصرار می‌ورزد که چیزی نمی‌داند. در نهایت، جنیوِی خود را به‌عنوان جاسوس دوجانبه آشکار می‌سازد و بیب را دوباره به تسل تحویل می‌دهد. تسل که همچنان موفق به گرفتن اطلاعاتی از بیب نشده، یکی از دندان‌های سالم او را می‌ساید و بیب را دردی جانکاه می‌دهد. تسل پس از آنکه متوجه می‌شود بیب بی‌گناه است، دستور می‌دهد او را از میان بردارند، اما بیب با تکیه بر مهارتش در دویدن، می‌گریزد.
بیب با اسلحهٔ پدرش مسلح می‌شود و با الزا تماس می‌گیرد. او می‌پذیرد بیب را با ماشین ملاقات کند. در خانه‌ای ییلاقی، بیب حدس می‌زند که الزا به او خیانت کرده و این خانه به برادر متوفی تسل تعلق داشته است. جنیوِی و همدستان تسل از راه می‌رسند و بیب همهٔ آن‌ها را به همراه الزا با اسلحه تهدید می‌کند. وقتی همدستان تلاش می‌کنند بیب را بکشند، جنیوِی آن‌ها را از پا درمی‌آورد و در ازای حفظ جانش حاضر می‌شود مکان تسل را فاش کند. بیب خانه را ترک می‌کند، اما جنیوِی اسلحه‌اش را برمی‌دارد و به‌دنبال او می‌رود. الزا می‌کوشد به بیب هشدار دهد، ولی جنیوِی او را می‌کشد، پیش از آن‌که خود با شلیک بیب از پشت پنجره کشته شود.
تسل به منطقه الماس در منهتن می‌رود تا از ارزش الماس‌هایش آگاه شود، اما در خیابان توسط چند بازماندهٔ یهودی هولوکاست شناخته می‌شود. یکی از آن‌ها را با تیغهٔ مخفی‌اش می‌کشد و سپس الماس‌ها را از بانک تحویل می‌گیرد. بیب او را با تهدید اسلحه به سمت ایستگاه پمپ آب در مخزن ژاکلین کندی اوناسیس می‌برد. بیب به تسل می‌گوید هر تعداد الماس که بتواند ببلعد، مال خودش خواهد بود. تسل یکی را می‌بلعد اما از ادامهٔ این کار سر باز می‌زند و به بیب حمله می‌کند. بیب نیز باقی الماس‌ها را به سوی آب پرتاب می‌کند. تسل برای گرفتن آن‌ها شیرجه می‌زند، اما از پله‌ها سر می‌خورد، تیغه‌اش در بدن خودش فرو می‌رود و در آب غرق می‌شود. بیب در حالی‌که اسلحه‌اش را به مخزن پرتاب می‌کند، به سمت سنترال پارک می‌رود.